# Leiophron convexa
Leiophron convexa är en stekelart som beskrevs av Sergey A. Belokobylskij 2000. Leiophron convexa ingår i släktet Leiophron och familjen bracksteklar. Inga underarter finns listade i Catalogue of Life.